# Бдинци (село)
Вижте пояснителната страница за други значения на Бдинци.
Бдинци е село в Североизточна България. То се намира в община Добричка, област Добрич.

## География
Село Бдинци се намира на 29 км от гр. Добрич.
През 1933 г. географът Васил Маринов изследва селото и го определя в рамките на антропогеографските граници на Делиормана.

## История
Край Бдинци е открит некропол от VIII-IX век, представляващ част от добруджанско-варненската група прабългарски некрополи.
Църквата „Света Параскева“ е построена с дарение на хаджи Димитър Куртев Бакърджиев. Дарени са: олтар, камбанария (камбана) и парични средства при строежа. Погребан е в двора на църквата.
Старото име на селото е Гюкче Дьолюк, което в приблизителен превод означава „Сини вир“. В чест на Шеста пехотна бдинска дивизия, чиято Втора бригада взима участие в Добричката епопея от 1916 г., през 1934 година селото е прекръстено на Бдинци.

## Население
Преброяване на населението през 2011 г.
Численост и дял на етническите групи според преброяването на населението през 2011 г.:
|                     | Численост | Дял (в %) |
| Общо                | 94        | 100,00    |
| Българи             | 54        | 57,44     |
| Турци               | 14        | 14,89     |
| Цигани              | 12        | 12,76     |
| Други               | 0         | 0,00      |
| Не се самоопределят | 0         | 0,00      |
| Неотговорили        | 14        | 14,89     |

## Личности
Родени в Бдинци
- Ивайло Петров (1923 – 2005), писател